# Anyám nyakán
Az Anyám nyakán (eredeti cím: Failure to Launch) 2006-ban bemutatott amerikai romantikus filmvígjáték, melyet Tom Dey rendezett. A főbb szerepekben Matthew McConaughey és Sarah Jessica Parker látható.
Az Amerikai Egyesült Államokban 2006. március 10-én mutatták be a mozikban. Jegyeladási szempontból sikeres volt, de a kritikusok rosszul fogadták. Ennek ellenére a mellékszereplő Zooey Deschanel alakítását dicsérték.

## Cselekmény
A 35 éves Tripp még a szüleinél él és nem is szeretne önállósodni. A szülők felbérelnek egy szakembert, Paulát, akinek a feladata a férfi elcsábítása lenne, ezzel adva neki önbizalomlöketet a saját lábra álláshoz. 

## Szereplők
| Szerep             | Színész                | Magyar hang      |
| ------------------ | ---------------------- | ---------------- |
| Tripp              | Matthew McConaughey    | Nagy Ervin       |
| Paula              | Sarah Jessica Parker   | Spilák Klára     |
| Katherine "Kit"    | Zooey Deschanel        | Gubás Gabi       |
| Philip "Ace"       | Justin Bartha          | Schmied Zoltán   |
| Demo               | Bradley Cooper         | Takátsy Péter    |
| Al                 | Terry Bradshaw         | Dózsa László     |
| Sue                | Kathy Bates            | Molnár Piroska   |
| Mr. Axelrod        | Adam Alexi-Malle       | Borbiczki Ferenc |
| Jeffrey            | Tyrel Jackson Williams | Czető Ádám       |
| Melissa            | Katheryn Winnick       | Schell Judit     |
| Jim, a fegyverárus | Rob Corddry            | Hajdu Steve      |
| Star Wars-rajongó  | Patton Oswalt          | Elek Ferenc      |
| barista            | Mageina Tovah          |                  |
| Bud                | Stephen Tobolowsky     | Maróti Gábor     |
| Bev                | Kate McGregor-Stewart  | Győry Franciska  |

## Fogadtatás

### Bevételi adatok
A film a 2006. március 10-i premier napján az első helyen állt az észak-amerikai jegypénztáraknál, ezt a helyezést egy héten át meg is tudta őrizni. Összbevétele az amerikai mozikban 88,7 millió, a többi országban 41,5 millió dollár volt. Az 50 milliós költségvetésből készült film összesen 130,2 millió dollárt termelt.

### Kritikai visszhang
A kedvező bevételi adatok ellenére a film negatív kritikákat kapott. A Rotten Tomatoes weboldalon 151 kritika alapján 23%-os értékelésen áll. Az oldal szöveges értékelése szerint „az a néhány vicces geg, amit elhintettek a filmben, képtelen feldobni ezt a sablonos romantikus komédiát”. Több, a filmet egyébként kedvezőtlenül értékelő kritikus kiemelte Deschanel alakítását, mint a film fénypontját.

## Fordítás
- Ez a szócikk részben vagy egészben  a   Failure to Launch című angol Wikipédia-szócikk fordításán alapul.  Az eredeti cikk szerkesztőit annak laptörténete sorolja fel. Ez a jelzés csupán a megfogalmazás eredetét és a szerzői jogokat jelzi, nem szolgál a cikkben szereplő információk forrásmegjelöléseként.